# Face-à-face (album d'Erik Truffaz)
Pour l’article homonyme, voir Face à face.
 (février 2018).
Si vous disposez d'ouvrages ou d'articles de référence ou si vous connaissez des sites web de qualité traitant du thème abordé ici, merci de compléter l'article en donnant les références utiles à sa vérifiabilité et en les liant à la section « Notes et références ».
Albums de Erik Truffaz
Saloua
(2005) Arkhangelsk
(2007)
Face-à-face est un double album live du trompettiste de jazz français Erik Truffaz, sorti mi-mars 2006, en Europe (fin avril aux États-Unis).
Le premier disque se compose d'un live du Erik Truffaz Ladyland avec Mounir Troudi et Nya au chant. Le second est un live du Erik Truffaz Quartet et Nya au chant.

## Liste des titres
| 1.  | Saloua                | 8:48 |
| 2.  | Gedech                | 5:43 |
| 3.  | Présentation          | 1:12 |
| 4.  | Dubophone             | 4:52 |
| 5.  | Ghost Drummer (Intro) | 2:50 |
| 6.  | Ghost Drummer         | 6:48 |
| 7.  | Whispering            | 6:26 |
| 8.  | Parlofone             | 2:26 |
| 9.  | Magrouni              | 6:42 |
| 10. | Ines                  | 5:37 |
| 11. | Le Rêve d'Éline       | 5:35 |
| 12. | Yabous                | 6:02 |
| 13. | Outlaw                | 3:33 |
| 14. | Big Wheel             | 6:08 |
| 15. | Jadwell               | 3:03 |

| 1.  | Sweet Mercy                          | 8:23  |
| 2.  | King B.                              | 9:21  |
| 3.  | Présentation                         | 0:44  |
| 4.  | Wilfried                             | 5:02  |
| 5.  | Bending New Corners                  | 9:23  |
| 6.  | The Walk of the Giant Turtle (Intro) | 1:57  |
| 7.  | The Walk of the Giant Turtle         | 6:29  |
| 8.  | Arroyo                               | 10:25 |
| 9.  | Flamingos                            | 8:17  |
| 10. | Belle de nuit                        | 9:36  |
| 11. | Betty                                | 4:18  |

| Titres bonus Live Sessions and Unissued Studio Tracks - Édition iTunes | Titres bonus Live Sessions and Unissued Studio Tracks - Édition iTunes | Titres bonus Live Sessions and Unissued Studio Tracks - Édition iTunes | Titres bonus Live Sessions and Unissued Studio Tracks - Édition iTunes | Titres bonus Live Sessions and Unissued Studio Tracks - Édition iTunes | Titres bonus Live Sessions and Unissued Studio Tracks - Édition iTunes | Titres bonus Live Sessions and Unissued Studio Tracks - Édition iTunes | Titres bonus Live Sessions and Unissued Studio Tracks - Édition iTunes | Titres bonus Live Sessions and Unissued Studio Tracks - Édition iTunes | Titres bonus Live Sessions and Unissued Studio Tracks - Édition iTunes |
| No                                                                     | Titre                                                                  | Durée                                                                  |                                                                        |                                                                        |                                                                        |                                                                        |                                                                        |                                                                        |                                                                        |
| ---------------------------------------------------------------------- | ---------------------------------------------------------------------- | ---------------------------------------------------------------------- | ---------------------------------------------------------------------- | ---------------------------------------------------------------------- | ---------------------------------------------------------------------- | ---------------------------------------------------------------------- | ---------------------------------------------------------------------- | ---------------------------------------------------------------------- | ---------------------------------------------------------------------- |
| 1.                                                                     | Saloua (Live 2005)                                                     | 9:46                                                                   |                                                                        |                                                                        |                                                                        |                                                                        |                                                                        |                                                                        |                                                                        |
| 2.                                                                     | Gedech (Live 2005)                                                     | 5:35                                                                   |                                                                        |                                                                        |                                                                        |                                                                        |                                                                        |                                                                        |                                                                        |
| 3.                                                                     | Big Wheel (Live 2005)                                                  | 7:21                                                                   |                                                                        |                                                                        |                                                                        |                                                                        |                                                                        |                                                                        |                                                                        |
| 4.                                                                     | Sail To the Moon (Live 2005)                                           | 3:56                                                                   |                                                                        |                                                                        |                                                                        |                                                                        |                                                                        |                                                                        |                                                                        |
| 5.                                                                     | Le sommeil d'Eline (Live 2005)                                         | 3:29                                                                   |                                                                        |                                                                        |                                                                        |                                                                        |                                                                        |                                                                        |                                                                        |
| 30:07                                                                  |                                                                        |                                                                        |                                                                        |                                                                        |                                                                        |                                                                        |                                                                        |                                                                        |                                                                        |

| DVD-Vidéo bonus - Édition digipack (Europe, Blue Note, 13 mars 2006) | DVD-Vidéo bonus - Édition digipack (Europe, Blue Note, 13 mars 2006)                     | DVD-Vidéo bonus - Édition digipack (Europe, Blue Note, 13 mars 2006) | DVD-Vidéo bonus - Édition digipack (Europe, Blue Note, 13 mars 2006) | DVD-Vidéo bonus - Édition digipack (Europe, Blue Note, 13 mars 2006) | DVD-Vidéo bonus - Édition digipack (Europe, Blue Note, 13 mars 2006) | DVD-Vidéo bonus - Édition digipack (Europe, Blue Note, 13 mars 2006) | DVD-Vidéo bonus - Édition digipack (Europe, Blue Note, 13 mars 2006) | DVD-Vidéo bonus - Édition digipack (Europe, Blue Note, 13 mars 2006) | DVD-Vidéo bonus - Édition digipack (Europe, Blue Note, 13 mars 2006) |
| No                                                                   | Titre                                                                                    | Durée                                                                |                                                                      |                                                                      |                                                                      |                                                                      |                                                                      |                                                                      |                                                                      |
| -------------------------------------------------------------------- | ---------------------------------------------------------------------------------------- | -------------------------------------------------------------------- | -------------------------------------------------------------------- | -------------------------------------------------------------------- | -------------------------------------------------------------------- | -------------------------------------------------------------------- | -------------------------------------------------------------------- | -------------------------------------------------------------------- | -------------------------------------------------------------------- |
| 1.                                                                   | Coulisses et concert à Nancy (16/10/2003) et à Lille (06/11/2003) (Erik Truffaz Quartet) | 33:00                                                                |                                                                      |                                                                      |                                                                      |                                                                      |                                                                      |                                                                      |                                                                      |
| 2.                                                                   | Less (Essai de Sig) (Erik Truffaz)                                                       | 4:13                                                                 |                                                                      |                                                                      |                                                                      |                                                                      |                                                                      |                                                                      |                                                                      |
| 3.                                                                   | Ladyland : Les coulisses de La Villette (Erik Truffaz)                                   | 21:05                                                                |                                                                      |                                                                      |                                                                      |                                                                      |                                                                      |                                                                      |                                                                      |
| 4.                                                                   | C'est ma Tournée (Erik Truffaz)                                                          | 10:00                                                                |                                                                      |                                                                      |                                                                      |                                                                      |                                                                      |                                                                      |                                                                      |
| 68:18                                                                |                                                                                          |                                                                      |                                                                      |                                                                      |                                                                      |                                                                      |                                                                      |                                                                      |                                                                      |

## Crédits
| - Erik Truffaz : trompette, electronics - Marc Erbetta : batterie, percussions, chant - Mounir Troudi: bendir, chant - Nya : chant - Manu Codjia : electronics, guitare - Michel Benita : basse, sampler - Marcello Giuliani : basse - Patrick Muller : piano, piano électrique, Fender Rhodes - Philippe Garcia : sampler, batterie | - Production : Nicolas Pflug - Producteur délégué : Erik Truffaz - Mastering : Benoît Corboz - Mixage : Salvatore Dardano - Enregistrement : Jacky Sanders, Salvatore Dardano - Photographie : Agostino Mela, Allan Casale, Valérie Carry - Artwork : Jean-Louis Duralek |